# Olivier Bausset
Olivier Bausset, född den 1 februari 1982 i Avignon i Frankrike, är en fransk seglare.
Han tog OS-brons i 470 i samband med de olympiska seglingstävlingarna 2008 i Qingdao i Kina.